# Великая Бутовка
Великая Бутовка (укр. Велика Бутівка) — село,
Басовский сельский совет,
Роменский район,
Сумская область,
Украина.
Код КОАТУУ — 5924181703. Население по переписи 2001 года составляло 104 человека.

## Географическое положение
Село Великая Бутовка находится на правом берегу реки Хмелевка,
выше по течению на расстоянии в 2 км расположено село Заклимок,
ниже по течению на расстоянии в 1 км расположено село Басовка,
на противоположном берегу — село Червоное.
По селу протекает пересыхающий ручей с запрудой.
Рядом проходит автомобильная дорога Т-1907.